# Tumulus van Genoelselderen

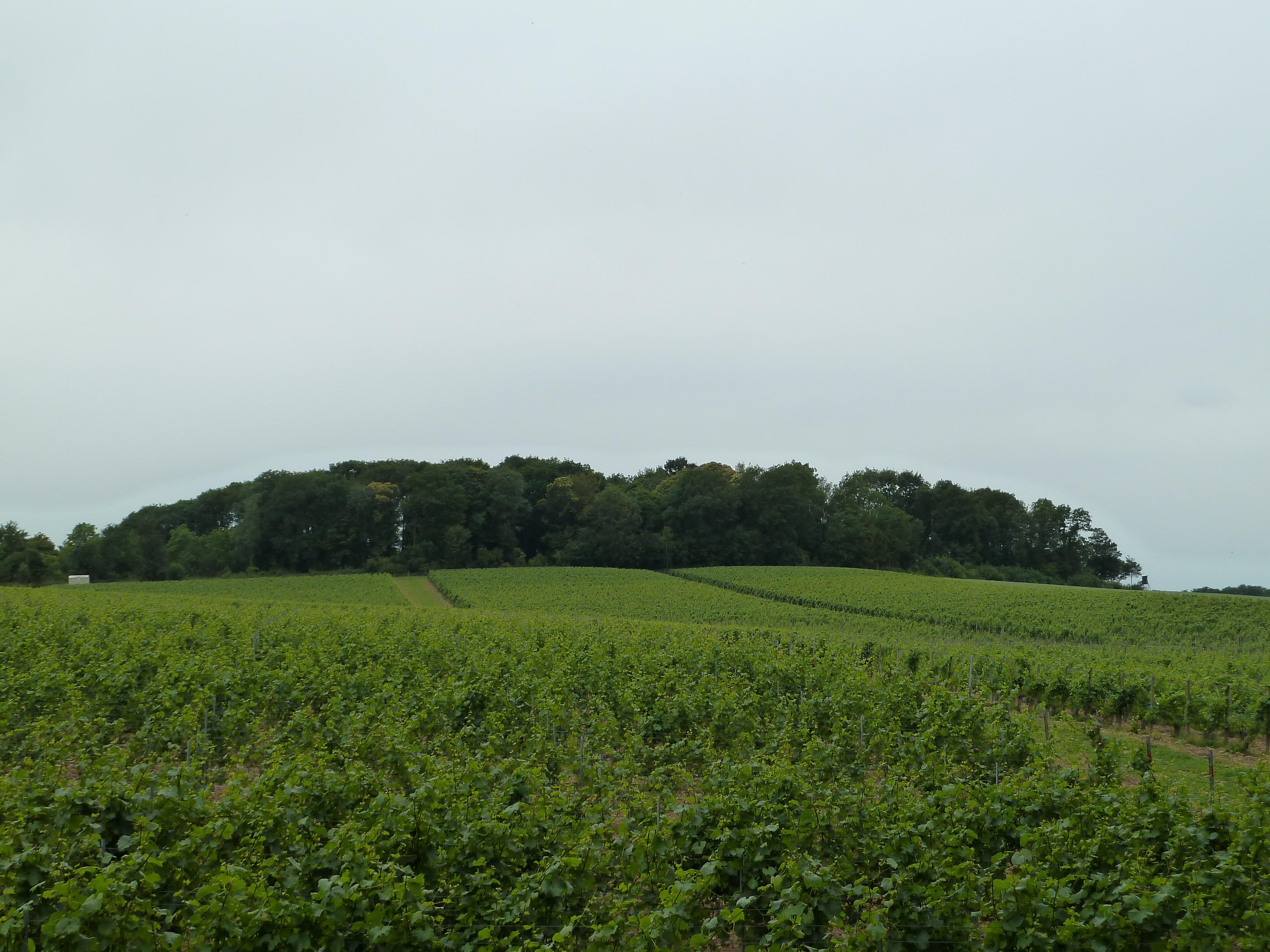
Bosgebied vanaf een andere kant gezien

De Tumulus van Genoelselderen is een Gallo-Romeinse grafheuvel bij Genoelselderen in de Belgische provincie Limburg in de gemeente Riemst.
De tumulus ligt ten westen van het Kasteel van Genoelselederen in het bos.